# Theophilus Riesinger
Theophilus Riesinger, OFM Cap., também conhecido como Francis Xavier Riesinger (27 de fevereiro de 1868 - 9 de novembro de 1941) foi um frade capuchinho alemão americano e sacerdote católico, que mais tarde se tornou amplamente conhecido como exorcista nos Estados Unidos. 

## Vida
Riesinger nasceu na Alemanha. Mais tarde, ele se mudou para os Estados Unidos, onde entrou na Ordem dos Capuchinhos. Foi ordenado em 29 de junho de 1899. No verão de 1928, devido à sua experiência anterior em lidar com bens, ele foi solicitado pelo bispo de Des Moines a realizar o ritual de exorcismo em uma mulher de quarenta anos que era suspeita de estar possuída. Enquanto pregava uma missão paroquial na paróquia de St. Joseph, em Earling, Iowa, ele pediu permissão ao pastor para realizar a cerimônia na paróquia. Ao receber isso, ele escolheu um convento de irmãs franciscanas nos arredores da cidade por sua privacidade.
Após 23 dias de realização do exorcismo, Riesinger estava exausto. Finalmente, dois dias antes do Natal daquele ano, os demônios foram finalmente expulsos e a mulher gritou: "Meu Jesus! Misericórdia! Louvado seja Jesus Cristo! " 
O caso ficou famoso em todo o mundo e foi escrito sobre, na Alemanha, pelo Rev. Carl Vogl. Este artigo foi visto e foi traduzido para o inglês em 1935 por um monge beneditino da anadia de São João em Minnesota, Celestine Kapsner, O.S.B, como Begone Satan.  O próprio Riesinger escreveu sobre o caso em um livro de 1934 chamado The Earling possession case: An exposition of the exorcism of 'Mary', a demoniac. Outro livro sobre o caso é The Devil Rocked Her Cradle, de David St. Clair (Dell, 1987). 
Riesinger morreu em 9 de novembro de 1941. Uma necrologia de Riesinger foi colocada na Internet como parte da Série do Patrimônio Capuchinho.  